# Vega Alta (Vega Alta)
Vega Alta es un barrio-pueblo ubicado en el municipio de Vega Alta en el estado libre asociado de Puerto Rico. En el Censo de 2010 tenía una población de 1169 habitantes y una densidad poblacional de 4.701,6 personas por km².

## Geografía
Vega Alta se encuentra ubicado en las coordenadas 18°24′41″N 66°19′44″O / 18.41139, -66.32889. Según la Oficina del Censo de los Estados Unidos, Vega Alta tiene una superficie total de 0.25 km², que corresponden a tierra firme.

## Demografía
Según el censo de 2010, había 1169 personas residiendo en Vega Alta. La densidad de población era de 4.701,6 hab./km². De los 1169 habitantes, Vega Alta estaba compuesto por el 74.51% blancos, el 12.15% eran afroamericanos, el 0.77% eran amerindios, el 10.27% eran de otras razas y el 2.31% pertenecían a dos o más razas. Del total de la población el 99.57% eran hispanos o latinos de cualquier raza.